# Tierra Amarilla, Mexiko
Tierra Amarilla är en ort i Mexiko.   Den ligger i kommunen Álamo Temapache och delstaten Veracruz, i den sydöstra delen av landet, 240 km nordost om huvudstaden Mexico City. Tierra Amarilla ligger 194 meter över havet och antalet invånare är 323.
Terrängen runt Tierra Amarilla är kuperad söderut, men norrut är den platt. Runt Tierra Amarilla är det ganska tätbefolkat, med 65 invånare per kvadratkilometer. Närmaste större samhälle är Temapache, 7,6 km sydost om Tierra Amarilla. Trakten runt Tierra Amarilla består till största delen av jordbruksmark.